# Мархара
Мархара́ — река в Якутии (Россия), правый приток Мархи.

## Общая информация
Исток находится на Вилюйском плато, в 2 км к востоку от автотрассы 98К-004 Удачный — Чернышевский. В верховьях и в среднем течении преимущественно течёт на восток, после впадения реки Делиндакан направление меняется на северное, а затем, после впадения Уэся-Уэннях — на северо-восточное. Преимущественно протекает по лиственничной тайге. В низовьях течёт в ущелье между горами Кюлюбелях на востоке и Чуогурдах-Джангы на западе. Впадает в Марху в 766 км от её устья по правому берегу, ниже впадения реки Олдондо, на высоте 187 м над уровнем моря. Ширина в нижнем течении — до 70 м при глубине 1,5 м; скорость течения в низовьях — 0,4-0,7 м/с. 
Длина реки составляет 232 км, площадь водосборного бассейна — 5920 км². Населённых пунктов на реке нет.
Притоки длиной 30 км и более:
- Левые: Мархаракан (109 км)
- Правые: Делиндакан (нижний приток Мархары), Делиндакан (верхний приток Мархары)

## Данные водного реестра
По данным государственного водного реестра России и геоинформационной системы водохозяйственного районирования территории РФ, подготовленной Федеральным агентством водных ресурсов:
- Бассейновый округ — Ленский
- Речной бассейн — Лена
- Речной подбассейн — Вилюй
- Водохозяйственный участок — Марха
- Код водного объекта — 18030800412117400018054